# Kusumia
Kusumia is een geslacht van kevers uit de familie van de loopkevers (Carabidae). De wetenschappelijke naam van het geslacht is voor het eerst geldig gepubliceerd in 1952 door Ueno.

## Soorten
Het geslacht Kusumia omvat de volgende soorten:
- Kusumia amicorum Ueno, 1999
- Kusumia australis Ueno, 1999
- Kusumia crocodilus Ueno, 2005
- Kusumia dentata Ueno, 1999
- Kusumia elongata Ueno, 1999
- Kusumia fusipennis Ueno & Nishikawa, 2001
- Kusumia gelida Ueno & Naito, 2003
- Kusumia hatenashiana Ueno, 2002
- Kusumia insperata Ueno, 2005
- Kusumia kitayamai Ashida, 2000
- Kusumia laticollis Ueno, 1999
- Kusumia latior Ueno, 1999
- Kusumia longicollis Ueno, 1999
- Kusumia militis Ueno & Naito, 2005
- Kusumia obaco Ueno & Naito, 2005
- Kusumia rotundata Ueno & Naito, 2005
- Kusumia septentrionalis Ueno, 2002
- Kusumia takahasii (Ueno, 1952)
- Kusumia tanakai Ueno, 1999
- Kusumia variabilis Ueno & Naito, 2005
- Kusumia yoshikawai Ueno, 1960
- Kusumia yosiiana Ueno, 1960